# Başkale
Başkale (kurd. Elbak) – miasto w Turcji, w prowincji Wan. W 2017 roku liczyło 11 971 mieszkańców.